# Phoradendron metense
Phoradendron metense är en sandelträdsväxtart som beskrevs av Kuijt. Phoradendron metense ingår i släktet Phoradendron och familjen sandelträdsväxter. Inga underarter finns listade i Catalogue of Life.